# Płaskowce
Płaskowce (Placozoa) – jeden z najprostszych typów zwierząt bezkręgowych, liczący trzy dotychczas opisane gatunki. Przez ponad sto lat znany był tylko jeden gatunek: Trichoplax adhaerens. Są to małe, wielokomórkowe zwierzęta morskie, najczęściej w kształcie płytki o nieregularnych krawędziach.
Przynależność systematyczna tych zwierząt jest niejasna. Są one jednymi z najprostszych znanych bezkręgowców i jednymi z najmniejszych. Zamieszkują ciepłe morza stref tropikalnych i subtropikalnych. Dorosłe osobniki prowadzą powolny, przydenny tryb życia, natomiast młode pływają w toni morskiej.
Pierwszy okaz odnaleziono w 1883 roku w słonowodnym akwarium w Austrii, a od tego czasu odnotowywano pojawianie się płaskowców w różnych słonowodnych zbiornikach świata. Pod koniec XIX wieku w Zatoce Neapolitańskiej we Włoszech zauważono podobny do T. adhaerens gatunek, który nazwano Treptoplax reptans i zaklasyfikowano do płaskowców. Faktu tego jednak nie potwierdzono i dziś dominuje przekonanie, że była to pomyłka. W 2018 opisano kolejny gatunek:  Hoilungia hongkongensis, a w 2019  Polyplacotoma mediterranea.

## Budowa
Trichoplax adhaerens cechuje pozornie bardzo prosta budowa wewnętrzna, brak symetrii oraz brak polaryzacji przód-tył, brak komórek mięśniowych i nerwowych, oraz brak organów wewnętrznych. Posiada spłaszczone ciało o długości ok. 0,5 mm zbudowane z kilku tysięcy komórek tworzących dwie warstwy, grzbietową i brzuszną, oddzielone od siebie trzecią warstwą – mezogleą. Zawartość DNA w jądrze jest najniższa spośród znanych zwierząt.
Jednowiciowe komórki warstwy grzbietowej są spłaszczone i posiadają rzęski. Ich cytoplazma zawiera liczne krople tłuszczu, a jądro jest wpuklone do wnętrza ciała. Między tymi komórkami znajdują się duże ziarnistości również wypełnione tłuszczem, ale ich pochodzenie i funkcja nie zostały jeszcze wyjaśnione. Komórki warstwy brzusznej mają kształt cylindryczny i ustawione są prostopadle do powierzchni ciała. Jedynie niektóre z nich posiadają jedną lub więcej rzęsek wraz z mikrokosmkami. Ich cechą charakterystyczną jest rozbudowany aparat Golgiego oraz duże wakuole sekrecyjne pełniące funkcje wydzielnicze (wydzielają enzymy trawienne). W cytoplazmie komórek warstwy brzusznej brak jest kropel tłuszczu.
Wnętrze ciała jest wypełnione płynem o składzie zbliżonym do wody morskiej. Wzdłuż całego ciała ciągnie się pas komórek włóknistych o kształcie amebowatym, z rozgałęzionymi wypustkami. Zawierają one wiele elementów cytoszkieletu (mikrotubule, mikrofilamenty), które ze względu na kurczliwość umożliwiają poruszanie się. T. adhaerens porusza się ruchem pełzakowatym.
Hoilungia hongkongensis jest pod względem budowy nieodróżnialna od T. adhaerens. Gatunek ten wyróżniono na podstawie analizy genomu. Natomiast Polyplacotoma mediterranea ma postać drzewka lub siatki złożonej z wielu cienkich wypustek.

## Wrażliwość na bodźce
Płaskowce reagują bardzo prymitywnie na niektóre bodźce (np. świetlne). Źródłem tych reakcji są najprawdopodobniej procesy chemiczne – płaskowce bowiem nie posiadają układu nerwowego. W mezoglei zanurzone są nieliczne komórki i włókna stabilizujące, które oprócz funkcji motorycznych, służą jako prosty endoszkielet.

## Odżywianie i oddychanie
Płaskowce odżywiają się pierwotniakami lub martwą materią organiczną. Trawienie jest zewnątrzkomórkowe, zachodzi we wpukleniu warstwy brzusznej (zwanym jamą trawienną), które tworzy się w momencie kontaktu z pokarmem. Do tego wypuklenia wakuole sekrecyjne wydzielają enzymy trawienne. Po strawieniu pokarm jest wchłaniany przez komórki zawierające rzęski i mikrokosmki.
Wymiana gazów, jak i wydalanie, odbywa się bezpośrednio z otoczeniem całą powierzchnią ciała, przez błony komórkowe.

## Rozmnażanie
Procesy rozrodcze T. adhaerens są bardzo słabo poznane. Osobniki tego gatunku rozmnażają się płciowo i bezpłciowo, ale nie udało się stwierdzić, czy są obojnacze, czy rozdzielnopłciowe. Rozmnażanie bezpłciowe odbywa się przez podział lub pączkowanie, natomiast w procesie płciowym osobnik dorosły wytwarza komórkę jajową (najczęściej jedną), kulistą i większą niż komórki wegetatywne, najprawdopodobniej pochodzącą z warstwy brzusznej ciała. Nie wiadomo w jaki sposób (i czy w ogóle) dochodzi do zapłodnienia, nie zidentyfikowano plemników. Bruzdkowanie jest całkowite, równomierne.

## Filogeneza
Nie są znane żadne skamieniałości i pozycja w systematyce tej grupy jest wciąż dyskusyjna. Może się wywodzić od larw prostych bezkręgowców (gąbek), o czym świadczą liczne podobieństwa morfologiczne. Z drugiej strony, część badaczy uważa, że jest ona spokrewniona z parzydełkowcami i żebropławami, a nie z gąbkami. Genom T. adhaerens zawiera ponad 11,5 tys. genów kodujących białka, w tym około 87% występujących u innych zwierząt. Wstępne badania DNA sugerowały, że płaskowce mogą być grupą bazalną dla wszystkich wielokomórkowców (Metazoa), jednak wyniki tych badań są dyskusyjne nawet dla ich autorów. Sposób pobierania pokarmu i poruszania się sugeruje pokrewieństwo z ediakarańską Dickinsonia.

## Systematyka
- Gromada – Trichoplacoidea
  - Rząd – Trichoplacida
    - Rodzina – Trichoplacidae
      - Rodzaj – Trichoplax Schulze, 1883
        - Gatunek – Trichoplax adhaerens Schulze, 1883, syn. Treptoplax reptans

      - Rodzaj – Hoilungia Eitel, Schierwater, Wörheide, 2018
        - Gatunek – Hoilungia hongkongensis Eitel, Schierwater & Wörheide, 2018

      - Rodzaj – Polyplacotoma Osigus & Schierwater, 2019
        - Gatunek – Polyplacotoma mediterranea Osigus & Schierwater, 2019